# قاسم سلیمانی دشتکی
قاسم سلیمانی دشتکی (زاده ۱۳۳۴ دشتک)، سیاستمدار و فعال سیاسی حزب کارگزاران سازندگی و استاندار استان‌های چهارمحال و بختیاری، ایلام و خوزستان در دولت یازدهم و دولت دوازدهم بود. از حواشی او، می‌توان به انتصاب بیش از ۵ نفر از همشهریان وی در سمت‌های مدیریتی استان چهارمحال و بختیاری اشاره کرد.
وی تحصیلکرده کارشناسی ارشد روانشناسیِ دانشگاه اصفهان است.
وی بیست‌ویکمین استاندار چهارمحال و بختیاری و سومین استاندار بومی این استان به‌شمار می‌رفت. قاسم سلیمانی دشتکی پس از علی مبینی دهکردی و رجبعلی صادقی سفیددشتی، سومین استاندار بومی آن استان بوده است.
قاسم سلیمانی دشتکی با توجه به اختیارات و موقعیت خود در مقام استاندار خوزستان و رئیس شورای تأمین استان، نقشی تعیین‌کننده در سرکوب اعتراضات ۱۴۰۰ خوزستان داشته است.
سازمان غیردولتی عفو بین‌الملل مرداد ۱۴۰۰ با انتشار گزارشی در این رابطه رویدادهای خوزستان را «تکرار هولناک آبان ۹۸» دانست و مرگ دست کم ۸ نفر را در جریان این ناآرامی‌ها تأیید کرد.

## سوابق اجرایی
قاسم سلیمانی، فعالیت خود را از سال ۱۳۵۷ در آموزش و پرورش استان چهارمحال و بختیاری آغاز کرد. وی ابتدا دبیر و مدیر دبیرستان‌های اردل و شهرکرد بود. وی در مناصب اجرایی و مدیریتی مختلف ازجمله؛ رئیس گروه آموزشی روان‌شناسی استان چهارمحال و بختیای، مدیرکل تعاون استان چهارمحال و بختیاری (از ۱۳۷۶ تا ۱۳۷۹)، مدیرکل تعاون استان اصفهان (از ۱۳۷۹ تا ۱۳۸۲)، مدیرکل کار و امور اجتماعی استان اصفهان (از ۱۳۸۲ تا ۱۳۸۳) و معاون برنامه‌ریزی، اداری و مالی استانداری خراسان جنوبی در کارنامه خود دارد.

## اقدامات

### فرمانداران و بخشداران
انتصاب بخشدار زن در استان چهارمحال و بختیاری برای اولین بار بعد از انقلاب، در زمان استانداری سلیمانی انجام شد.
بخشداران زن در زمان استانداری وی عبارتن از:
- سامیه علایی، بخشدار مرکزی شهرستان بروجن در ۲۸ خرداد ۱۳۹۳
- پریسا مالکی، بخشدار مرکزی شهرستان فارسان در ۱۵ تیر ۱۳۹۳

### سفر روحانی به چهارمحال و بختیاری
طی سفر حسن روحانی و هیئت دولت به استان چهارمحال و بختیاری در ۱۵ مرداد ۱۳۹۳، قاسم سلیمانی استاندار چهارمحال و بختیاری، نصب هرگونه پلاکارد و بنرهای تبلیغاتی دولتی برای استقبال از رئیس‌جمهور و هیئت‌دولت را ممنوع و خلاف قانون دانست. او این کار را فقط بر عهده مردم و سازمان‌های مردم‌نهاد دانست. سلیمانی چاپ و نصب بنرهای خیر مقدم در ادارات و مسیرهای استقبال و تجمع مردمی به رئیس‌جمهور و وزرا با استفاده از امکانات دولتی و بیت‌المال را ممنوع اعلام کرد.

### انتصابات خویشاوندی در استان چهارمحال و بختیاری
از مجموع انتصابات استانی او، انتصاب بیش از ۵ نفر از همشهریان او در سمتهای مدیریتی استان چهارمحال و بختیاری است و از جمله سیامک سلیمانی دشتکی، برادر همسر او که معاونت اقتصادی او را می‌توان نام برد. سیامک سلیمانی، ریاست حزب کارگزاران را در کارنامه خود دارد.
- سیامک سلیمانی دشتکی معاونت ارشد، معاونت پشتیبانی و معاونت هماهنگی امور اقتصادی استانداری[۱]
- خداداد خدادادی دشتکی مشاور امور حقوقی استانداری[۱۲]
- ملک محمد قربانپور دشتکی مشاور برنامه‌ریزی و سرمایه‌گذاری استانداری[۱۳]
- خدابخش قربانپور دشتکی سرپرست پردیس فرهنگیان[۲]
- شجاع قربانی دشتکی معاون امور اداری مالی دانشگاه شهرکرد[۲]

## مسئولیت سرکوب شهروندان در اعتراضات تابستان ۱۴۰۰ ایران
قاسم سلیمانی دشتکی با توجه به اختیارات و موقعیت خود در مقام استاندار خوزستان و رئیس شورای تأمین استان، نقشی تعیین‌کننده در سرکوب و قتل شهروندان در جریان اعتراضات خوزستان در تابستان ۱۴۰۰ داشته است. تبیین حدود وظایف و اختیارات هر یک از ارگان‌ها و نهادها در رابطه با امنیت استان و مراقبت مستمر بر رویدادهای امنیتی و انتظامی به منظور ممانعت از تبدیل آن‌ها به بحران و آشوب از جمله وظایف او است که مسئولیت تیراندازی به معترضان با سلاح‌های مرگبار و اخلال در اینترنت به منظور جلوگیری از اطلاع‌رسانی در جریان اعتراضات مسالمت آمیز مردم خوزستان را متوجه او می‌کند.
قاسم سلیمانی دشتکی، استاندار خوزستان، روز جمعه ۲۵ تیرماه در واکنش به وقوع اعتراضات مردمی در این استان را تکذیب و ویدئوهای منتشر شده را «جعلی» و خواند و گفت: «برخی به دنبال تحریک مردم هستند و تصاویری جعلی از اعتراضات مردم در فضای مجازی منتشر می‌کنند؛ مثلاً در شهرهای خرمشهر و سوسنگرد اعتراضی رخ نداده، اما کلیپ‌هایی مربوط به گذشته منتشر می‌شود؛ لذا مردم مراقب این شیطنت‌ها باشند.»
همزمان خبرگزاری فارس وابسته به سپاه پاسداران با انتشار گزارشی شکل‌گیری تجمعات اعتراضی در نقاط مختلف این استان از جمله «حمیدیه، شادگان، سوسنگرد، منطقه زرگان اهواز، ماهشهر، کوت عبدالله، خرمشهر و ملاثانی» را تأیید و علت آن را «صدور مجوز پروژه‌های جدید انتقال آب کارون و همچنین خشک شدن رودخانه کرخه و هورالعظیم» عنوان کرد.
سازمان عفو بین‌الملل روز جمعه اول مرداد طی بیانیه‌ای استفاده از «گلوله‌های واقعی و ساچمه‌ای، گاز اشک‌آور و سلاح‌های مرگبار» برای سرکوب معترضان در خوزستان را تأیید کرد و آن را رویه‌ای «وحشتناک و غیرقانونی» و یادآور رفتار جمهوری اسلامی در مقابل معترضان در آبان ۱۳۹۸ خواند. این سازمان آمار کشته‌شدگان را دستکم هشت تن از جمله یک نوجوان اعلام کرد و خواستار توقف اختلال در دسترسی شهروندان به اینترنت شد.
خبرگزاری فارس با انتشار گزارشی در ۲۹ تیرماه تیراندازی ناجا در جریان اعتراضات را تأیید کرد و نوشت «برخورد ناجا و تیراندازی آن‌ها برای مراقبت از اعتراض و مطالبات مردم خوزستان است؛ اعتراضاتی که چند شب است توسط گروه‌های تروریستی و خرابکار به انحراف رفته است. حال آنکه آنچه رسانه‌های وابسته به تروریست‌ها به شما نشان می‌دهند تنها بخشی از حقیقت میدان است و اصل موضوع که علت برخورد ناجا است سانسور می‌کنند.»
قاسم سلیمانی‌دشتکی در تاریخ ۲ مردادماه ۱۴۰۰، مدعی شد «ده‌ها نفر از نیروهای امنیتی در جریان ناآرامی‌های خوزستان زخمی شدند اما عکس‌العمل نشان ندادند.» او در جلسه ستاد مدیریت بحران و شورای کشاورزی استان خوزستان در این رابطه گفت: «در بحث سوسنگرد اگر خویشتن‌داری مأموران نبود، فاجعه به وجود می‌آمد. خویشتن‌داری نیروهای امنیتی واقعاً مثال‌زدنی بود.»